# (4349) Tibúrcio
(4349) Tibúrcio es un asteroide perteneciente al cinturón de asteroides descubierto por Werner Landgraf desde el Observatorio de La Silla, Chile, el 5 de junio de 1989.

## Designación y nombre
Tibúrcio recibió inicialmente la designación de 1989 LX.
Más tarde, en 1990, se nombró en honor del astrónomo aficionado brasileño Julio Cesar dos Santos Tibúrcio.

## Características orbitales
Tibúrcio está situado a una distancia media del Sol de 2,619 ua, pudiendo acercarse hasta 1,985 ua y alejarse hasta 3,252 ua. Su excentricidad es 0,2419 y la inclinación orbital 10,74 grados. Emplea 1548 días en completar una órbita alrededor del Sol.

## Características físicas
La magnitud absoluta de Tibúrcio es 11,8. Tiene un diámetro de 26,14 km y un periodo de rotación de 16,28 horas. Su albedo se estima en 0,054.